# San Fernando Coapechapa
San Fernando Coapechapa är en ort i Mexiko.   Den ligger i kommunen Coatzintla och delstaten Veracruz, i den sydöstra delen av landet, 190 km nordost om huvudstaden Mexico City. San Fernando Coapechapa ligger 140 meter över havet och antalet invånare är 697.
Terrängen runt San Fernando Coapechapa är kuperad västerut, men österut är den platt. Runt San Fernando Coapechapa är det ganska tätbefolkat, med 65 invånare per kvadratkilometer. Närmaste större samhälle är Coyutla, 13,9 km söder om San Fernando Coapechapa. Omgivningarna runt San Fernando Coapechapa är en mosaik av jordbruksmark och naturlig växtlighet.